# Bezzia conjunctivena
Bezzia conjunctivena är en tvåvingeart som beskrevs av Tokunaga 1966. Bezzia conjunctivena ingår i släktet Bezzia och familjen svidknott. Inga underarter finns listade i Catalogue of Life.